# Archer Blood
Archer Kent Blood (20 tháng 3 năm 1923 – 3 tháng 9 năm 2004) là một nhà ngoại giao Hoa Kỳ tại Bangladesh. Ông đảm nhận vị trí Tổng Lãnh sự Hoa Kỳ tại Dhaka, Bangladesh, khi đó gọi là Đông Pakistan. Ông nổi tiếng vì đã gửi bức điện mệnh danh Blood telegram với lời lẽ đanh thép, phản đối tội ác do quân đội Pakistan tiến hành trong cuộc Chiến tranh giải phóng Bangladesh.

## Tiểu sử
Archer Blood sinh tại Chicago. Ông tốt nghiệp trường cao học Lynchburg, Virginia và có bằng cử nhân từ đại học Virginia năm 1943. Ông nhận bằng Thạc sĩ chuyên ngành quan hệ quốc tế từ đại học George Washington năm 1963. Ông phục vụ trong Hải quân Hoa Kỳ tại Bắc Thái Bình Dương trong Thế chiến thứ hai. Ông gia nhập bộ Ngoại giao Hoa Kỳ năm 1947. Ông đến Dhaka, Đông Pakistan với tư cách Tổng lãnh sự Hoa Kỳ năm 1970. Ông cũng từng phục vụ tại Hy Lạp, Algérie, Đức, Afghanistan và kết thúc sự nghiệp ngoại giao của mình với vị trí Trưởng phái đoàn ngoại giao Hoa Kỳ tại sứ quán Hoa Kỳ ở New Delhi, Ấn Độ, nghỉ hưu năm 1982.
Archer Blood mất vì chứng xơ cứng động mạch ngày 3 tháng 9 năm 2004 tại Fort Collins, Colorado, nơi ông cư ngụ từ năm 1993. "Khi Archer K. Blood từ trần tháng trước, tại nơi ông hưu trí ở Colorado, gia đình, một vài người bạn lâu năm, và cả một quốc gia để tang ông, nhưng quốc gia đó không phải đất nước của ông, mà là Bangladesh." Tin ông từ trần xuất hiện trên trang nhất tại Bangladesh, nhưng may lắm là xuất hiện trong mục cáo phó trong báo chí Hoa Kỳ. Bangladesh gửi một phái đoàn đến tham dự lễ tang ông tại Fort Collins, và bà quả phụ Blood nhận được rất nhiều lời thăm viếng chia buồn từ người Bangladesh. Tờ Washington Post trong lời điếu văn dành cho ông, đã ghi nhận cống hiến của ông trong việc mang lại dáng dấp đạo đức cho nền ngoại giao Hoa Kỳ.
Tháng 5 năm 2005, ông Archer Blood được truy tặng giải thưởng Outstanding Services Award bởi Bangladeshi-American Foundation, Inc. (BAFI) tại hội nghị Bangladeshi-American Conference lần thứ nhất. Ông nhận được giải thưởng này vì vai trò của ông trong sứ mệnh nhân đạo và vì lập trường quả cảm chống lại chính sách ngoại giao chính thức từ Chính phủ Hoa Kỳ, khi quân đội Pakistan đang tiến hành một chiến dịch tàn sát diệt chủng tại Đông Pakistan, nay là Bangladesh. Con trai của ông, Peter Blood, thay mặt gia đình nhận giải thưởng này. Tiếp đó, ngày 13 tháng 12 năm 2005, Đại sứ quán Hoa Kỳ tại Dhaka khai trương thư viện American Center, để vinh danh ông. Tại lễ cắt băng khánh thành có mặt Trưởng phái đoàn ngoại giao Judith Chammas, bà quả phụ Margaret Blood và các con Shireen Updegraff và Peter Blood.

## The Blood telegram

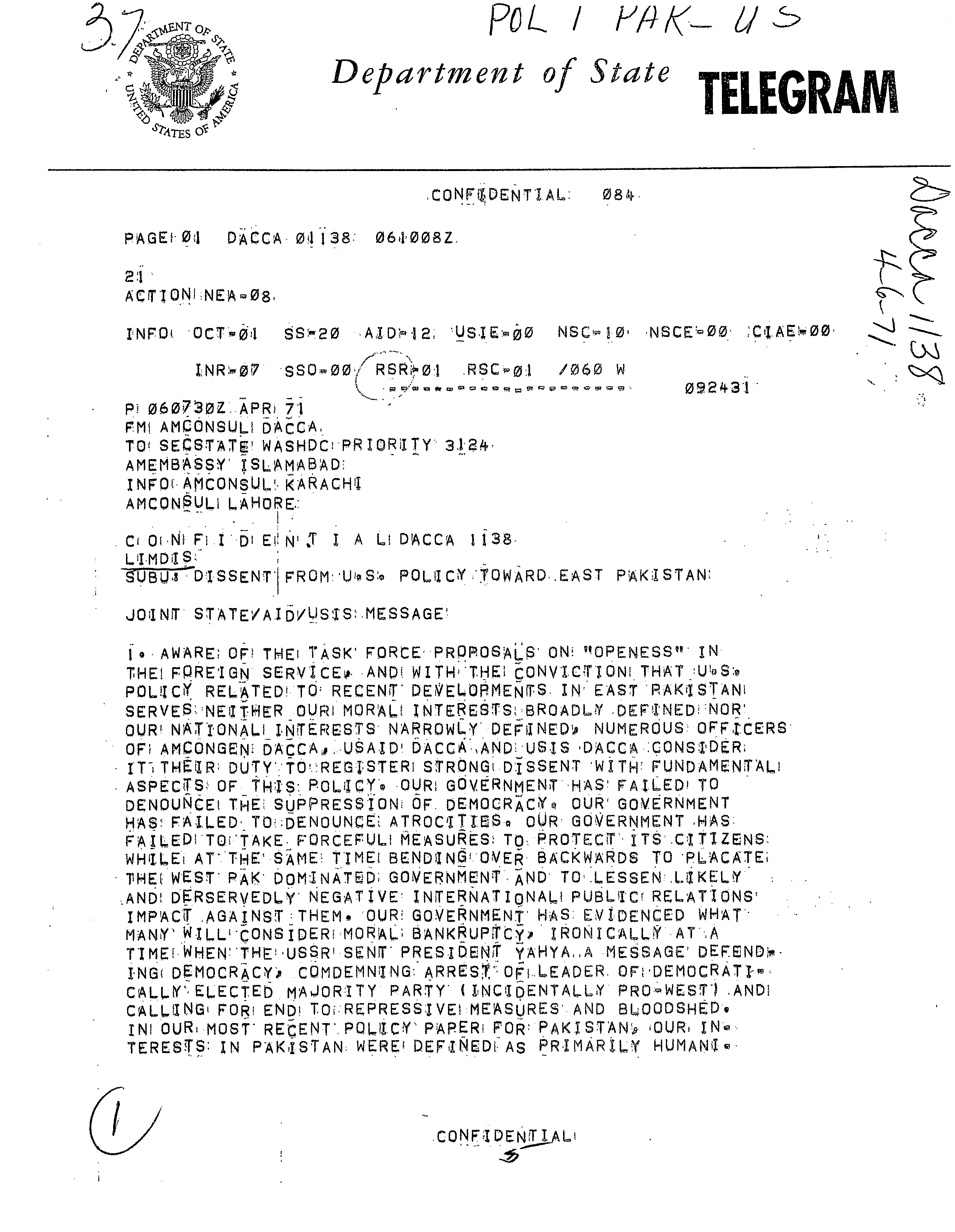
Bức điện tín "Blood telegram"

Bức điện tín "Blood telegram" (ngày 6 tháng 4 năm 1971) được coi là bức điện phản kháng mạnh mẽ nhất do một viên chức ngoại giao viết cho Bộ Ngoại giao Hoa Kỳ. Bức điện được ký bởi 29 viên chức Mỹ. Trong nội dung bức điện tín có:

Chính phủ của chúng ta đã thất bại trong việc tố cáo sự đàn áp phong trào dân chủ. Chính phủ của chúng ta đã thất bại trong việc tố cáo những hành động hung tàn. Chính phủ của chúng ta đã thất bại trong việc tiến hành các biện pháp mạnh mẽ để bảo vệ các công dân của mình, trong khi nằm phơi bụng ra để xoa dịu chính quyền Tây Pakistan và giảm nhẹ phản ứng tiêu cực trong quan hệ quốc tế mà họ đáng phải hứng chịu. Chính phủ của chúng ta mang những biểu hiện mà người ta gọi là vô đạo đức,(...) Nhưng chúng ta đã không can thiệp, dù chỉ về mặt đạo lý, với lý do là những gì đang diễn ra trong cuộc xung đột Awami mà đáng tiếc là thuật ngữ diệt chủng vốn bị lạm dụng, là xác đáng, chỉ thuần túy là một vấn đề nội bộ của một quốc gia có chủ quyền. Những người thường dân Hoa Kỳ đã bầy tỏ sự ghê tởm của mình. Chúng ta, với tư cách là các công chức dân sự, bầy tỏ sự bất đồng với chính sách ngoại giao hiện hành, và nhiệt thành mong mỏi rằng quyền lợi chân chính và lâu dài của chúng ta tại đây được xác định và chính sách của chúng ta được sửa đổi.

(Điện tín từ Lãnh sự quán Hoa Kỳ (tại Dacca), Phản kháng chính sách của Hoa Kỳ với Đông Pakistan, ngày 6 tháng 4 năm 1971, Mật, 5 trang. Bao gồm chữ ký từ Bộ ngoại giao. Nguồn: RG 59, SN 70-73 Pol và Def. From: Pol Pak-U.S. To: Pol 17-1 Pak-U.S. Box 2535;)
Trong một bức điện trước đó (ngày 27 tháng 3 năm 1971), Archer Blood viết về những gì quan sát thấy tại Dhaka dưới tiêu đề "Diệt chủng chọn lọc":
1. Tại Decca chúng ta chứng kiến trong câm lặng và kinh hoàng ách khủng bố do quân đội Pak[istani] tiến hành. Các chứng cớ cho thấy chính quyền MLA có danh sách các ủng hộ viên của Liên đoàn AWAMI, mà họ diệt trừ một cách có hệ thống bằng cách bắt giữ họ tại tư gia rồi bắn bỏ.

2. Trong số những người có tên trong danh sách bị loại trừ, ngoài những người nằm trong guồng máy A.L. (Liên đoàn Awami) còn có các lãnh đạo sinh viên và giáo sư đại học. Trong phân mục thứ nhì này, theo báo cáo mà ta có được, Fazlur Rahman trưởng khoa triết học và là người Hindu, M. Abedin, trưởng khoa lịch sử, đã bị sát hại. Razzak, khoa khoa học chính trị theo lời đồn đã bị giết. Ngoài ra trong danh sách còn gồm đại bộ phận các Thượng nghị sĩ được bầu ra của MNA (Nghị viện) và Hạ nghị sĩ của MPA (cấp tỉnh).

3. Ngoài ra, với sự hỗ trợ từ quân đội Pakistan, những người Hồi giáo không có xuất xứ từ Bengal đang tấn công một cách có hệ thống các khu phố của dân nghèo và giết hại người Bengal và Hindu.

(Điện tín từ Lãnh sự quán Hoa Kỳ (tại Dacca), Diệt chủng chọn lọc, ngày 27 tháng 3 năm 1971)
Mặc dù ông Archer Blood đã được lên kế hoạch tiếp tục một nhiệm kỳ 18 tháng nữa tại Dhaka, Tổng thống Hoa Kỳ Richard M. Nixon và Bộ trưởng Bộ ngoại giao Henry Kissinger cho triệu hồi ông về, vì sự phản kháng của ông đi ngược lại mong muốn của họ dùng Tây Pakistan để mở một kênh ngoại giao với Trung Quốc và đối lại với Liên Xô.